# Afrikaans nyelv
Az afrikaans nyelv (vagy régebbi nevén a búr illetve fokföldi holland nyelv), ritkábban használt írásmóddal afrikánsz nyelv a germán nyelvek nyugati ágába tartozó, a hollandból önállósodott nyelv, amely a 17–18. században Dél-Afrikába kivándorolt németalföldi parasztok, a búrok (boer – paraszt) holland nyelvjárásaiból, valamint a velük együtt érkező francia, német és fríz telepesek, illetve az afrikai bennszülöttek nyelveinek elemeivel keveredve alakult ki. Körülbelül 6 millió ember tekinti anyanyelvének. Hivatalos nyelv a Dél-afrikai Köztársaságban, Namíbiában, Zimbabwéban. Beszélt nyelvként használatos még Botswanában, Lesothóban, Szváziföldön és Zambiában. Kisebb afrikaans nyelvű közösségek találhatóak Londonban, Perthben, valamint Torontóban.

## Történet
Nyelvtörténeti szempontból az afrikaans a holland származéknyelve, mely Fokföldön alakult ki a 17–18. században. Helyesírását, szókincsét a kor holland köznyelve határozta meg, azonban az idők folyamán számos szomszédos afrikai nyelv, valamint a német, fríz és francia telepesek nyelvjárásai is hatottak rá.
Az első búr közösség létrejöttével alakultak ki a nyelvjárások, de az első írásos búr nyelvű anyagról csak 1795-től van ismeretük a nyelvészeknek. Hosszú ideig mindenhol az éppen adott nyelvjárás dominált, egységes sztenderd nyelvről a 19. század második feléig nem beszélhetünk. A korai írott szövegeket még holland helyesírással írták. 1862-ben tankönyvet, majd 1875-ben a Genootskap vir Regte Afrikaners (Az igazi búrok/afrikánerek társasága) nyelvtant és szótárt jelentetett meg Fokvárosban, ezzel megszületett a búr irodalmi nyelv. A második búr háborúig a két búr állam hivatalos nyelve volt. A búr államoknak Dél-Afrikába való beolvasztásával megszűnt a hivatalos státusza a főbb intézményekben, egészen 1925. május 8-ig, amikor is a Dél-Afrikai Unió egyik hivatalos nyelve lett (előzőleg az ország területén a hollandot használták hivatalos nyelvként).
Szabályozását a Dél-afrikai Nyelvi, Irodalmi és Művészeti Akadémia (Suid-Afrikaanse Akademie vir Taal, Lettere en Kuns) végzi.

## Az afrikaans ábécé
A betűk: A, B, C, D, E, F, G, H, I, J, K, L, M, N, O, P, Q, R, S, T, U, V, W, X, Y, Z
A betűk nevei: aa, bee, see, dee, ee, ef, gee, haa, ie, jot, kaa, el, em, en, oo, pee, kuu, er, es, tee, uu, vau, wee, ex, y, set

## Kiejtés
A hangsúly mindig a tőszótagon van (általában ez az első szótag), az idegen szavak azonban megtarthatják eredeti hangsúlyukat.

### Magánhangzók
A magánhangzóknál megkülönböztetünk hosszú és rövid hangokat. Hangsúlyos helyzetben, nyílt szótagban, valamint a kettőzött betűvel írt (aa, ee, oo, uu) hangok hosszúak, egyébként rövidek.
- a, aa: röviden a palóc nyelvjárás rövid á hangjának [a] felel meg, hosszan a magyar á-nak [aː]: stad [stat], jare ['jaːrə], jaar [jaːr]
- e, ee: röviden a magyar e-nek [ɛ], hosszan az é-nek [eː] felel meg, hangsúlytalan szótagban rövid, elmosódott ö-szerű hang (nincs hosszú párja!) [ə]: lesse ['lɛsə], weke ['veːkə], week [veːk], lepel ['leːpəl]
- eu: magyar ö [ø], r előtt megnyúlik [øː]: neus [nøs], deur [døːr]
- i: rövid, elmosódott ö-szerű hang (nincs hosszú párja!) [ə]: vis [fəs]
- ie: magyar i [i], r előtt megnyúlik [iː]: diep [dip], dier [diːr]
- o, oo: röviden nyílt [ɔ], hosszan megegyezik a magyar ó-val [oː]: gefolge [xə'fɔlgə], bome ['boːmə], boom [boːm]
- oe: magyar u [u], r előtt megnyúlik [uː]: boek [buk], boer [buːr]
- u, uu: röviden nyílt ö [ɶ], hosszan megegyezik az ű-vel [yː]: put [pɶt], ure ['yːrə], uur [yːr]

Vannak ékezetes betűk is, melyek általában hosszú, nyílt hangokat jeleznek: sê [sɛː], wîe ['vəː.ə], môre
['mɔːrə], brûe [brɶː.ə].
A tréma a magánhangzó-kapcsolat külön ejtésére utal: seë [se:.ə], voël [foː.əl].
A magánhangzók feletti éles ékezet az adott szó érzelmi hangsúlyát jelöli: Dit is jou boek Ez a te könyved:
- Dít is jou boek Ez a te könyved
- Dit ís jou boek Ez a te könyved
- Dit is jóú boek Ez a te könyved
- Dit is jou bóék Ez a te könyved

Gyenge ékezetet csak a következő szavakban használnak (a jelentés megkülönböztetésére): nòg… nòg… sem…sem…; òf… òf… akár… akár…; appel ['apəl] alma – appèl [a'pɛl] fellebbezés.
A szó végi -ns kapcsolat előtt – ha ez nem többes szám – hangsúlyos szótagban a magánhangzók orrhangúvá válnak: kans [kãːns], mens [mẽːns], ons [õːns].

### Kettőshangzók
- aai: hasonlít az áj kapcsolatra [aːi]: saai [saːi], draai [draːi]
- ae: egy á és egy rövid, semleges ö-szerű hang egymásutánja [aːə]: daeliks ['daːələks]
- au, ou: mint az au, csak egy kicsit nyíltabb [ɔu]: Australië [ɔust'raːlə.ə], sout [sɔut]
- ay: leginkább egy rövid áj hangra hasonlít [ai]: Cayman ['kaiman]
- eeu: leginkább egy éu hangkapcsolatra hasonlít [eːu]: leeu [leːu], sneeu [sneːu]
- ei, ey, y: egy ö-szerű hanggal kezdődik, amely átmegy egy rövid i-be [əi]: brein [brəin], Ceylon ['səilɔn], pyl [pəil]
- ieu: leginkább egy íu hangkapcsolatra hasonlít [iːu]: nieu [niːu]
- oei: leginkább egy ui hangkapcsolatra hasonlít [ui]: koei [kui]
- oi, oy: leginkább egy nyílt oi hangkapcsolatra hasonlít [ɔi]: goiingsak ['xɔiəŋsak], Roy [rɔi]
- ooi: leginkább egy ói hangkapcsolatra hasonlít [o:i]: mooi [mo:i]
- ui, uy: leginkább egy nyílt öü kapcsolatnak felel meg [ɶy]: huis [ɦɶys], Huygens ['ɦɶyxəns]

### Mássalhangzók
A f, j, k, l, m, p, r, t, x betűk kiejtése megegyezik a magyarral ([f], [j], [k], [l], [m], [p], [r], [t], [ks]). Példák: fabriek ['fabrik], julle [jɶlə], volk [fɔlk], voël ['foː.əl], tesaam [tə'saːm], paaie [paːi.ə], brug [brɶx], tand [tant], examen [ɛk'saːmən].
A többi betűt a következő módon ejtjük:
- b: általában b [b], de szó végén p-nek [p] ejtjük: boompie ['boːmpi], Job [jɔp]
- c: e, i, y előtt sz [s], máskor k  [k]: Ceylon ['səilɔn], kritikus ['krətəkɶs]
- ch, sj: magyar s [ʃ]: Chinees [ʃə'neːs], sjieling ['ʃiləŋ]
- d: általában d [d], szó végén azonban t-nek [t] ejtjük: diepte [diptə], bed [bɛt]
- dj: mint a j a kapj szóban [ç]: beeldje ['beːlçə]
- g: általában, mint az Ahmed h-ja [x], l/r és e között, mint a g  [g]: goed [xut], burger ['bɶrgər]; de: nege ['neːgə]
- gh: általában mint a g [g], szó végén mint a k [k]: ghong [gɔŋ], Gogh [xɔk]
- h: nagy erővel ejtett h (de nem olyan, mint a ch a Bach-ban!) [ɦ]: hand [ɦant]
- n: c, k, q, x előtt mint a leng n-je [ŋ], egyébkény mint az n [n]: bank [baŋk], ander [andər]; de: 'n [ə]
- ng: mint a leng n-je [ŋ]: langsaam ['laŋsaːm]
- qu: egy k és egy félhangzós u kapcsolata [kw]: Quay [kwai]
- s, z: magyar sz [s]: see [seː], zoo [soː]
- tj: szó elején mint a cs [t͡ʃ], máskor mint a technika ch-ja [ç]: tjek [t͡ʃɛk], tafeltje ['taːfəlçə]
- v: magyar f [f]: vee [feː]
- w: k, s után félhangzós u (angol w) [w], egyébként, mint a v [v]: sware ['swaːrə], wiele ['vilə]

A kettős mássalhangzókat nem ejtjük duplán.

## Nyelvtan
A nyelv szerkezetét nagy fokú lekopás jellemzi, az afrikaans jutott el legjobban az izoláló típushoz.
A nyelv már nem különböztet meg nemeket, csak a személyes névmás egyes szám harmadik személyében (hy, sy, dit – ő hn/nn/sn).
A megszűnt névszói esetragokat elöljárókkal vagy névmásokkal pótolják: die jas van Jan/Jan se jas János kabátja.

### Névelők
Határozott névelő a die: die man a férfi, die vrou a nő, die huis a ház. A régi semlegesnemű alak (het) csak kifejezésekben fordul elő: om 't ewe mindegy.
Határozatlan névelő az een egy számnévből alakult ki, alakja 'n [ə]: 'n man egy férfi, 'n vrou egy nő, 'n huis egy ház. Ha mondat elején áll, akkor a következő szó lesz nagybetűs: 'n Grammatikaboek is in die klas. Egy nyelvtankönyv van az osztályban.

### Főnevek
A főneveket általában többes számuk alapján csoportosítják:
- -e: tand – tande fog;hangkivetéssel: dag – dae nap; hangkivetéssel és tőváltozással: pad – paaie ösvény; umlauttal: stad – stede város; ennél a típusnál a hosszú magánhangzó vagy kettőshangzó utáni f-ből w lesz: wolf – wolwe farkas; írásképi változások a magánhangzók hosszúságának jelölésében: pal – palle, paal – pale; a -heid -hede-re változik: eenheid – eenhede egység; egyes angol eredetű szavak többes száma -te: toeris – toeriste turista
- -s: oom – ooms bácsi
- -(e)ns: hawe – hawens kikötő, wa – waens szekér; hangkivetéssel: brug – brûens (de brûe és brugge is) híd
- -ere: volk – volkere nép
- -ers: kind – kinders gyerek; ennél a típusnál a hosszú magánhangzó vagy kettőshangzó utáni f-ből w lesz: kalf – kalwers borjú

### Melléknevek
A melléknevek egy része megőrizte az erős és gyenge ragozás emlékét: 'n donker nag – donkere nag sötét éj. Egyes mellékneveknél a következő hangváltakozások jöhetnek létre ebben az esetben:
- d végű melléknevek elvesztik a d-t az e előtt, ha a d előtt hosszú magánhangzó vagy kettőshangzó áll: koud – koue hideg; egyes esetekben a d i-re cserélődik: goed – goeie jó.
- g végű melléknevek elvesztik a g-t az e előtt, ha a g előtt hosszú magánhangzó vagy kettőshangzó áll: vroeg – vroeë korán; máskor a g és e közé egy t ékelődik: sleg – slegte rossz
- szó végi f w-re változik (a magánhangzó hosszúsága miatt irásbeli eltérés lehet!): dof – dowwe homályos, doof – dowe süket.

### Névmások
A névmások egyes számban megőrizték az önálló tárgyesetet:
- ek, jy, hy/sy/dit; ons, julle, hulle – alanyeset
- my, jou, hom/haar/dit; ons, julle, hulle – tárgyeset, ezt használják a visszaható névmásokként is: hy gedra hom viselkedik
- my, jou, hom/haar/-; ons, jul(le), hul(le) – birtokos névmások (birtokszóval)
- myne, joune, syne/hare/-; ons s'n(e), julle s'n(e), hulle s'n(e) – birtokos névmások (önállóan)

### Ige
Az igető egyúttal a főnévi igenevet és a jelen idejű alakokat is kifejezi: skryf ír(ni) – ek/jy/hy/ons/julle/hulle skryf írok, írsz, …. A múlt időt egyszerűen a ge- prefixummal képzi: geskryf írt. Ez a hê bír alakjaival képzi a befejezett és a régmúlt igealakokat: ek het geskryf megírtam; ek had geskryf. A jövő idő képzése a sal segítségével történik: ek sal skryf írni fogok; természetesen összetett igealakok képzésére is van mód: ek sal geskryf het.
Szenvedő alakok képzését a word lesz valamivé és a wees van segédigékkel végezhetjük: dit word geskryf ez iratik, dit was geskryf meg volt írva, dit sal geskryf word megírattatik majd stb.
A felszólító mód azonos a tővel: wees! légy! legyen!; de vannak összetett alakok is: laat hom skryf! írjon!'; tagadása: hy moet nie / moenie skryf ne írjon!.
Rendhagyó múlt idejű alakok:
- wees van- was / was gewees (jelen idő harmadik személyben is!)
- hê bír, birtokol – had / het gehad / had gehad
- weet tud – wis
- sal kell – sou
- kan' tud – kon
- wil akar – wou
- moet kell – moes
- mag lehet – mog
- dink gondol – dog / dag / het gedink

Egyes igék régies, szabálytalan múlt ideje melléknévként használatos:
- skryf ír – geskryf – geskrewe
- verbied tilt – verbied – verbode
- bind köt – gebind – gebonde
- inneem bevesz – ingeneem – ingenome
- lees' olvas – gelees – gelese

Megjegyzés: a ge- prefixum az elváló igekötőknél az igekötő és az ige közé kerül, a nem elváló igekötőknél pedig elmarad.
A feltételes mód a sou segédige és az igető kapcsolata: As ek jy was, sou ek dit koop. A helyedben megvenném.
A főnévi igenév teljes alakja om te + az igető: om te wees lenni.Egyes igéknél elegendő a te + szótő: te begin kezdeni. Ritkán maga a tő a főnévi igenév: kom jönni.

## Mondattan
Az afrikaansban kötelező a kettős tagadás: staan nie op nie ő nem kel fel.
A eldöntendő kérdő mondatban az alany és az állítmány sorrendje megcserélődik, segédigés állítmányi szerkezetben azonban csak a segédige kerül az alany elé: Sally sit. Sally ül. – Sit Sally? Sally ül?, Sally sal sit. Sally ülni fog. – Sal Sally sit? Sally ülni fog?
A kiegészítendő kérdés esetén a sorrend: kérdőszó + állítmány + alany: Sally sit. Sally ül. – Hoekom sit Sally? Miért ül Sally?

## Példaszöveg
Alle menslike wesens word vry, met gelyke waardigheid en regte, gebore. Hulle het rede en gewete en behoort in die gees van broederskap teenoor mekaar op te tree.
Minden emberi lény szabadon születik és egyenlő méltósága és joga van. Az emberek, ésszel és lelkiismerettel bírván, egymással szemben testvéri szellemben kell hogy viseltessenek.
Mnr. du Plessis loop by 'n slagterswinkel in. „Het julle vis?” vra hy. „Dit spyt my” antwoord die slagter; „ons het geen vis nie. Maar wat van 'n lekker vet skaapboud?” „Moenie bog praat nie!” sê meneer du Plessis. „Hoe kan ek nou vir my vrou gaan vertel dat ek 'n lekker vet skaapboud gevang het?” – M. P. O. Burgers: Afrikaans, 1957
Du Plessis úr bemegy a henteshez. „Kapható Önöknél hal?” – kérdezi. „Sajnálom” – válaszolja a hentes – „nincs halunk. De mit szólna egy szép kövér ürücombhoz?” „Ne beszéljen örültségeket!” – mondja du Plessis úr. „Hogyan meséljem be a feleségemnek, hogy egy szép kövér ürücombot fogtam?”